# Clay County (Georgia)
Das Clay County befindet sich im Bundesstaat Georgia der Vereinigten Staaten. Der Verwaltungssitz (County Seat) ist Fort Gaines.

## Geographie
Das County im Südwesten von Georgia und grenzt im Westen an Alabama. Es hat eine Fläche von 562 Quadratkilometern, wovon 56 Quadratkilometer Wasserfläche sind und grenzt im Uhrzeigersinn an folgende Countys: Quitman County, Randolph County, Calhoun County und Early County.

## Geschichte
Clay County wurde am 16. Februar 1854 aus Teilen des Early County und des Randolph County gebildet. Benannt wurde es nach Henry Clay, einem Senator aus Kentucky.

## Demografische Daten
Laut der Volkszählung von 2010 verteilten sich die damaligen 3.183 Einwohner auf 1.331 bewohnte Haushalte, was einen Schnitt von 2,35 Personen pro Haushalt ergibt. Insgesamt bestehen 2.102 Haushalte.
65,3 % der Haushalte waren Familienhaushalte (bestehend aus verheirateten Paaren mit oder ohne Nachkommen bzw. einem Elternteil mit Nachkomme) mit einer durchschnittlichen Größe von 2,93 Personen. In 27,3 % aller Haushalte lebten Kinder unter 18 Jahren sowie in 34,1 % aller Haushalte Personen mit mindestens 65 Jahren.
25,1 % der Bevölkerung waren jünger als 20 Jahre, 19,3 % waren 20 bis 39 Jahre alt, 26,9 % waren 40 bis 59 Jahre alt und 28,7 % waren mindestens 60 Jahre alt. Das mittlere Alter betrug 46 Jahre. 45,9 % der Bevölkerung waren männlich und 54,1 % weiblich.
37,6 % der Bevölkerung bezeichneten sich als Weiße, 60,4 % als Afroamerikaner, 0,3 % als Indianer und 0,3 % als Asian Americans. 0,1 % gaben die Angehörigkeit zu einer anderen Ethnie und 1,2 % zu mehreren Ethnien an. 0,8 % der Bevölkerung bestand aus Hispanics oder Latinos.
Das durchschnittliche Jahreseinkommen pro Haushalt lag bei 21.300 USD, dabei lebten 45,8 % der Bevölkerung unter der Armutsgrenze.

## Kultur und Sehenswürdigkeiten

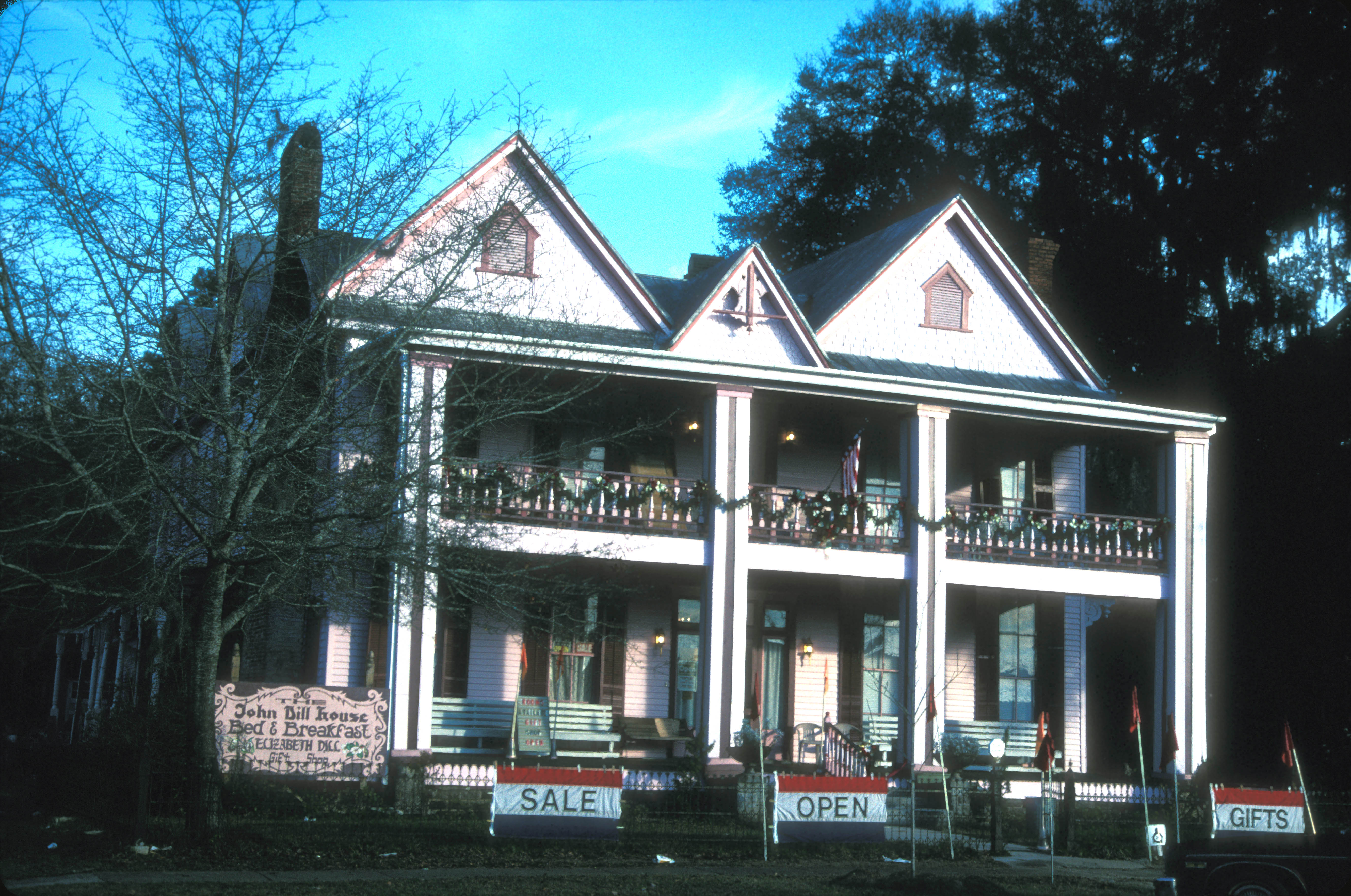
Dill House (2012). Diese Residenz entstand um das Jahr 1830 und diente General John Dill als Wohnhaus, während er in Fort Gaines stationiert war. In den 1890er Jahren wurde das Anwesen in ein Hotel umgewandelt. Im Mai 1975 wurde es als drittes Objekt im Clay County in das NRHP eingetragen.

Sechs Bauwerke, Stätten und Historic Districts („historische Bezirke“) im Clay County sind im National Register of Historic Places („Nationales Verzeichnis historischer Orte“; NRHP) eingetragen (Stand 6. August 2023), darunter das historische Stadtzentrum von Fort Gaines und ein Friedhof im gleichen Ort.

## Orte im Clay County
Orte im Clay County mit Einwohnerzahlen der Volkszählung von 2010:
City:
- Fort Gaines (County Seat) – 1.107 Einwohner

Town:
- Bluffton – 103 Einwohner